# Jądrowód

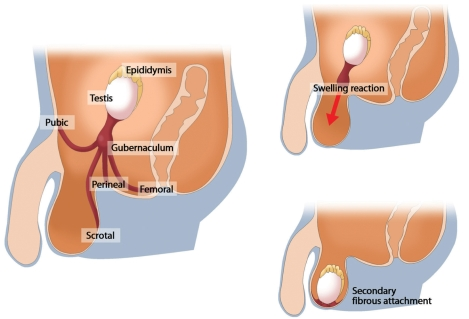
Zstępowanie jąder. Obecnie przyjęte poglądy są pokazane na prawej stronie schematu. Jądrowód jest pokazany jako bordowy.

Jądrowód (łac. gubernaculum testis, gubernaculum) – struktura anatomiczna występująca w życiu wewnątrzmacicznym, szczątkowa u ludzi dorosłych. Jest to pasmo łącznotkankowe, zawierające mięśniówkę gładką i włókna sprężyste łączące odcinek dolny jądra z okolicą pachwinową.
Powstaje z więzadła moczowo-płciowego. U kobiet ta struktura współtworzy więzadło obłe macicy i więzadło jajnika.
Odgrywa ważną rolę w zstępowaniu jąder. Jego powstanie jako połączenie dolnego brzegu jądra (powstającego w regionie lędźwiowym ciała) z dolnym odcinkiem ściany brzusznej, wywołuje tzw. zstępowanie wewnętrzne, czyli zbliżenie jąder do pierścienia pachwinowego głębokiego. Zstępowanie wewnętrzne jest jednak procesem pozornym, gdyż jądrowód przytrzymuje jądro cały czas w tej samej pozycji, jednak powiększeniu ulegają ściany jamy brzusznej.
W trakcie zstępowania zewnętrznego jąder, tj. przez kanał pachwinowy do worka mosznowego, jądrowód ulega skróceniu.
Uczestniczy w tworzeniu mięśnia dźwigacza jądra. Część jego komórek jest podobna strukturalnie do miofibroblastów.